# Geri Halliwell
Geri Halliwell, pseudonimo di Geraldine Estelle Halliwell (Watford, 6 agosto 1972), è una cantante, attrice e scrittrice britannica.
Dopo aver tentato di entrare nel mondo dello spettacolo in qualità di showgirl e attrice nei primi anni novanta, nel 1994 è entrata a far parte delle Spice Girls, girl group che ha permesso di farla conoscere al mondo intero attraverso la pubblicazione di dischi dai risultati di vendita eccellenti. Ha abbandonato il gruppo nel 1998, suscitando grande clamore nella stampa e tra gli affezionati, per preparare il lancio della sua carriera in qualità di cantante solista, avvenuto nel 1999 con la pubblicazione del primo album Schizophonic, seguito da Scream If You Wanna Go Faster (2001) e Passion (2005).
Tra i suoi singoli di maggior successo si ricordano Look at Me, Mi Chico Latino, Lift Me Up e, soprattutto, la cover di It's Raining Men.
Nella sua carriera ha venduto 115 milioni di dischi, 100 milioni come membro del gruppo, e 15 milioni come artista solista (5 milioni di album e 10 milioni di singoli), risultando pertanto la prima componente del gruppo per vendite complessive in carriera, e la seconda per vendite soliste.

## Biografia

### Origini
Nasce al Watford General Hospital, terzogenita dopo Max e Natalie, da Ana Maria Hidalgo, spagnola di Huesca, addetta alle pulizie, e da Laurence Francis Halliwell, inglese di parziali origini svedesi e francesi, commerciante d'automobili dal lavoro precario, già divorziato con 2 figli, Karen e Paul, ma che inizialmente si spacciava per vedovo. Geri Halliwell fin da bambina ama cantare e recitare, e crearsi degli abiti da sola. I suoi genitori non possono permettersi di pagarle lezioni di danza o di equitazione. Col fratello e la sorella trascorre periodi di vacanza in Spagna, guadagnandosi dalle zie soprannomi come "la nana", per la sua scarsa altezza. Mentre la madre è contraria, è invece il padre ad assecondare la sua voglia di fare spettacolo, accompagnandola a un paio di audizioni. In seguito i suoi genitori divorziano e lei va a vivere dalla sorellastra Karen; in seguito la madre, sistematasi da sola, la riprende con sé. Negli anni '80 Geri si appassiona agli Wham! e fa di Madonna il proprio idolo. Viene accettata alla Watford Grammar School for Girls.
Per guadagnare dei soldi consegna giornali e lavora come gelataia a Covent Garden. Nel 1988 si trasferisce alla Camden School for Girls. Viene assunta come receptionist all'Hotel Hilton, pur continuando ad andare a scuola. Insoddisfatta di questo lavoro, lo lascia e si trasferisce a vivere da suo padre. Nel 1989 dopo l'estate non torna più a scuola, e si impiega in un negozio di materiale video nella natia Watford. Nello stesso anno esordisce in televisione tra il pubblico danzante della trasmissione giovanilistica di BBC Two Dance Energy. Nel marzo 1991 Geri viene notata in una discoteca di Londra e le viene offerto un lavoro stagionale come ballerina in una gabbia alla discoteca BCM Planet Dance di Magaluf, sull'isola spagnola di Maiorca.
Un giorno il fotografo Sebastian Amengual, alla ricerca fra le ragazze del locale di una modella di nudo per delle foto, sceglie Kelly Smith, snella e longilinea, ma Geri Halliwell insiste con il fotografo per essere anche lei fotografata. Amengual si convince e la fotografa; molto contento di questo suo nuovo soggetto, fotografa Geri più volte. Conclusa l'estate, Geri ritorna a Watford ed entra in un'agenzia dello spettacolo raccomandatale a Maiorca. Desiderosa di posare nuovamente, tramite questa agenzia si presenta per la Page 3 di The Sun, ma viene giudicata grassa, e questo giudizio demoralizzante la fa precipitare nella bulimia. Dopo un periodo trascorso in Spagna, nel 1992 torna in Inghilterra e conosce un ragazzo di nome Sean. Sconfigge la bulimia e per perdere peso si iscrive alla palestra OPUS Fitness, dove lavora duramente con l'istruttore Ray McKenna.
Va a convivere a Londra con Sean, e dopo l'estate la sua agenzia le trova un lavoro da showgirl, assieme ad altre cinque ragazze, in un night club di Patrasso, in Grecia. A Patrasso le sei ragazze presto apprendono che il proprietario pretende che si intrattengano privatamente con i clienti più generosi; al loro rifiuto, il proprietario nasconde loro i passaporti. A ottobre le ragazze riescono comunque a tornare tutte a Londra. Qui Geri viene rifiutata per il locale Kit Kat Club, ma capita che nel 1993 le sue foto di nudo vengano viste in Turchia, e per questo viene assunta come valletta al game show Seç Bakalım, versione turca dello statunitense Let's Make A Deal.
Geri riesce a farsi assumere come istruttrice di aerobica in una palestra, e qualche tempo dopo nota un annuncio sul magazine The Stage per un ruolo nella trasmissione televisiva Disney Club; fa l'audizione ma non viene presa. Risponde inoltre a un altro annuncio su The Stage: un certo Philip Martin è in cerca di attori per girare un mediometraggio indipendente e dalla trama da improvvisare: Geri viene inclusa nel cast, e il regista inizia a preparare le future riprese. Registra poi un breve video di presentazione per la trasmissione di Channel 4 Trash Talk; non viene chiamata a partecipare in studio, ma vengono mandati in onda spezzoni del suo video, assieme a spezzoni di video altrui; non riuscendo a vedere la messa in onda, le viene registrata dalla sorellastra Karen, e alla visione Geri rimane delusa. Viene poi assunta da un canale via cavo che non ha ancora iniziato le proprie trasmissioni, L!VE TV, per la puntata pilota dello show Fashion Police: Geri gira per Londra a bordo di un taxi, fermandosi per "arrestare" simbolicamente le persone malvestite; ma anche Fashion Police non verrà mai mandato in onda.
Nel frattempo lo show trasmesso in Turchia ha successo, e Geri viene richiamata nella stagione autunnale 1993, stavolta per una diretta nel fine settimana: ogni venerdì vola in Turchia, per ritornare a Londra il lunedì. A novembre muore improvvisamente suo padre a 71 anni. Nel 1994 Geri recupera la sua energia e nei primi mesi dell'anno gira il mediometraggio in bianco e nero Foggy Notion, di Philip Martin, concepito come episodio pilota di una serie televisiva o come base per sviluppare un futuro film.

### L'esperienza con le Spice Girls
Sempre nel 1994, dopo aver letto su The Stage un annuncio per selezionare cinque ragazze che formassero insieme un gruppo musicale, la Halliwell venerdì 4 marzo partecipa al provino che le permette di entrare nelle Touch, che sarebbero poi diventate le Spice Girls. Nello stesso mese si presenta anche alle audizioni per una parte nel film fumettistico Tank Girl, con protagoniste Lori Petty e Naomi Watts, audizione alla quale partecipa anche Victoria Adams, ma nessuna delle due viene inclusa nel cast.
Il quintetto musicale di ragazze, formato da Melanie C, Melanie B, Emma Bunton e Victoria Adams, oltre che dalla Halliwell, dopo una lunga preparazione viene lanciato con il fortunato slogan Girl power (ossia la forza rappresentata dalle donne, una sorta di neofemminismo in chiave pop) e debutta a giugno 1996 con il singolo Wannabe, solo il primo dei numerosi successi che il gruppo riscuote in quegli anni.

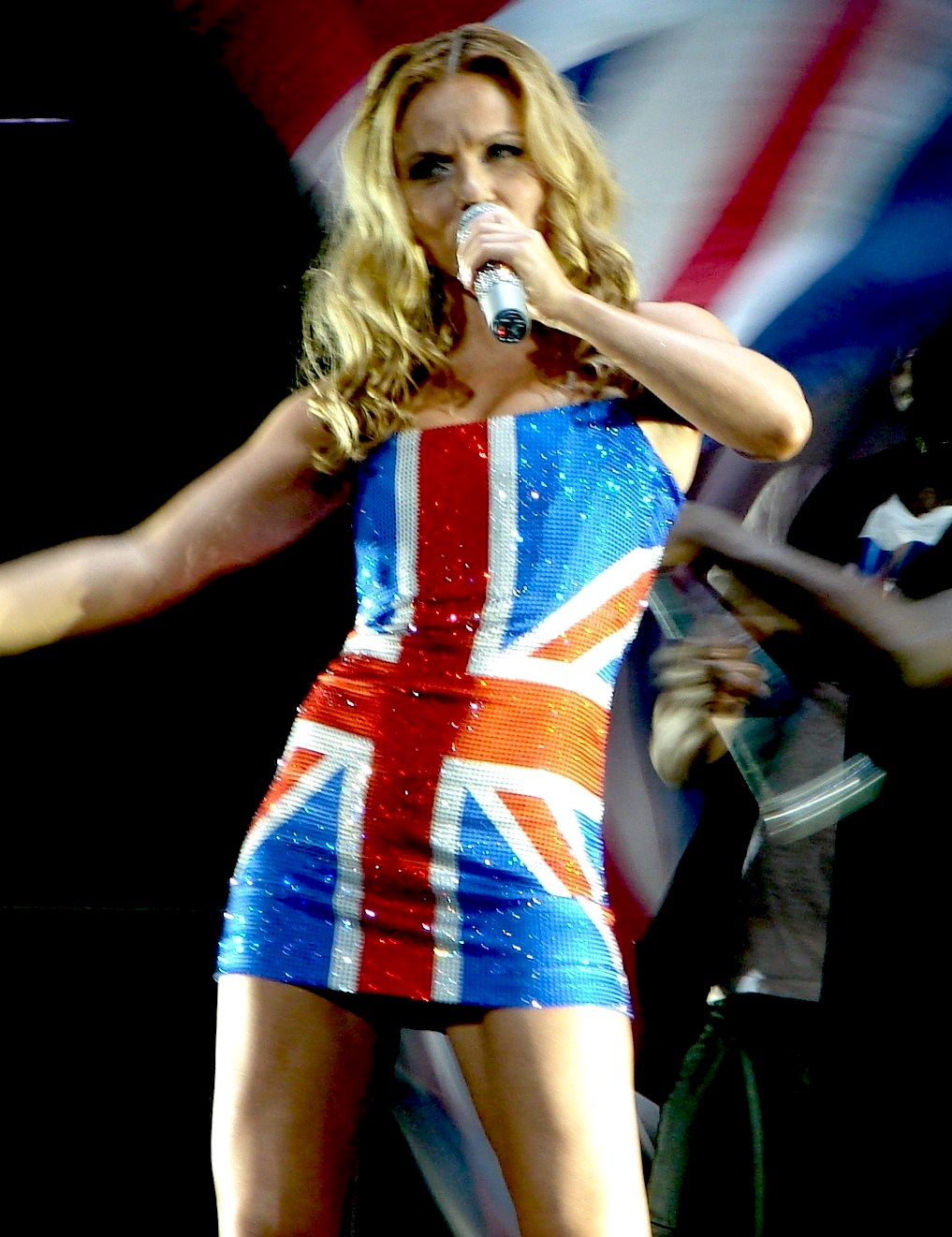
Geri Halliwell con il suo famoso Union Jack Dress

La sua popolarità cresce in maniera esponenziale proprio in quel periodo: viene definita ginger spice, collegato al colore dei suoi capelli, carattere distintivo della Halliwell rispetto alle altre ragazze, le sue foto nuda risalenti al 1991 vengono pubblicate su riviste per soli uomini quali Penthouse e Playboy, ed è oggetto di merchandising insieme alle sue colleghe diventando protagonista di innumerevoli campagne pubblicitarie, iniziative e addirittura di un film basato sulla loro carriera.
Dopo due anni passati a dominare la classifiche mondiali, lascia la band durante una tournée mondiale domenica 31 maggio 1998, suscitando un interesse mediatico sulla faccenda non indifferente.

### SchizophoniceScream If You Wanna Go Faster
Dopo aver abbandonato il gruppo, registra un documentario di novanta minuti per l'emittente televisiva britannica Channel 4 e, dopo aver firmato un contratto con l'etichetta discografica EMI, debutta come solista nel 1999 con l'album Schizophonic, pubblicato durante l'estate. L'album, che ottenne ottimi riscontri in classifica sia nel Regno Unito che nel resto del mondo, conteneva i singoli Look at Me, che ha anticipato l'album uscendo nel mese di maggio, Mi Chico Latino, Lift Me Up e Bag It Up, tutti di ottimo successo commerciale. Ha anche partecipato ai BRIT Award del 2000 esibendosi con quest'ultima. Nello stesso periodo è stata anche ambasciatrice ONU e, sempre nel 1999, ha pubblicato l'autobiografia If Only.
Dopo un anno di assenza dalle scene musicali, ma sempre presente in quelle della cronaca rosa, nel maggio 2001 ha lanciato il secondo disco Scream If You Wanna Go Faster, presentandosi al pubblico con un look totalmente rinnovato, sfoggiando dei corti capelli biondi invece della chioma rossa per cui era nota. Il singolo di lancio del disco è stato It's Raining Men, cover del celebre brano delle Weather Girls inserito anche nella colonna sonora del film Il diario di Bridget Jones e usato da anni come sigla del talent show italiano Amici di Maria De Filippi, ha ottenuto il quarto primo posto nella classifica britannica dei singoli e diventando il maggior successo della Halliwell in tutto il mondo, conquistando il vertice delle classifiche di Francia, Belgio e Italia, oltre a quella del Regno Unito.
Minor successo ottennero i singoli successivi, la title track Scream If You Wanna Go Faster e Calling (uscita in Francia con una versione in lingua locale intitolata Au Nom De L'amour), che si piazzarono comunque tra i primi dieci posti della classifica britannica. Inoltre vinse il NRJ Music Award per la miglior canzone internazionale con It's Raining Men e venne nominata altre due volte ai BRIT Awards (le era già capitato durante la promozione del primo disco). Il disco, anche questo pubblicato per la EMI, ha comunque ottenuto un ottimo successo commerciale raggiungendo la quinta posizione nella classifica degli album britannica.

### Passion
Dopo la promozione del secondo disco, la cantante si prese una pausa dall'attività musicale. Nel 2002 ha pubblicato la seconda autobiografia, Just for the Records, nella quale descrive il raggiungimento del successo e racconta dettagli della sua vita privata, e nello stesso anno è uno dei giudici del talent show Popstars: The Rivals, durante l'edizione che diede i natali alle Girls Aloud, oggi gruppo musicale di successo. In questo periodo pubblica anche due videocassette di esercizi yoga insieme alla sua insegnante Katy Appleton intitolate Geri Yoga e Geri Body Yoga. Ha partecipato inoltre in qualità di giudice negli Stati Uniti al programma All American Girls ed è stata inviata speciale per la trasmissione di approfondimento Extra, ha partecipato con dei cameo alla serie televisiva Sex and the City e al film Fat Slags. Nel 2004 ha invece preso parte a diversi programmi dell'emittente britannica Channel 4.
È tornata sulle scene musicali solo nel dicembre del 2004 con la pubblicazione, sempre per la EMI, del singolo Ride It, che raggiunse la quarta posizione della classifica britannica e doveva accompagnare la pubblicazione del suo terzo album, che tuttavia fu rimandato poiché l'etichetta discografica si ritenne insoddisfatta della lista tracce. Dopo alcuni contrasti con la casa discografica, la cantante firmò un nuovo contratto con la Innocent, che le permise finalmente di pubblicare il terzo disco, Passion, nel giugno del 2005, accompagnato dal secondo singolo Desire. Sia l'album che il singolo, tuttavia, si rivelarono insuccessi commerciali, fermandosi rispettivamente alla quarantacinquesima e alla ventiduesima posizione delle rispettive classifiche. Questo portò la cantante e l'etichetta a interrompere la promozione del disco.

### Lareunioncon le Spice Girls, l'attività letteraria

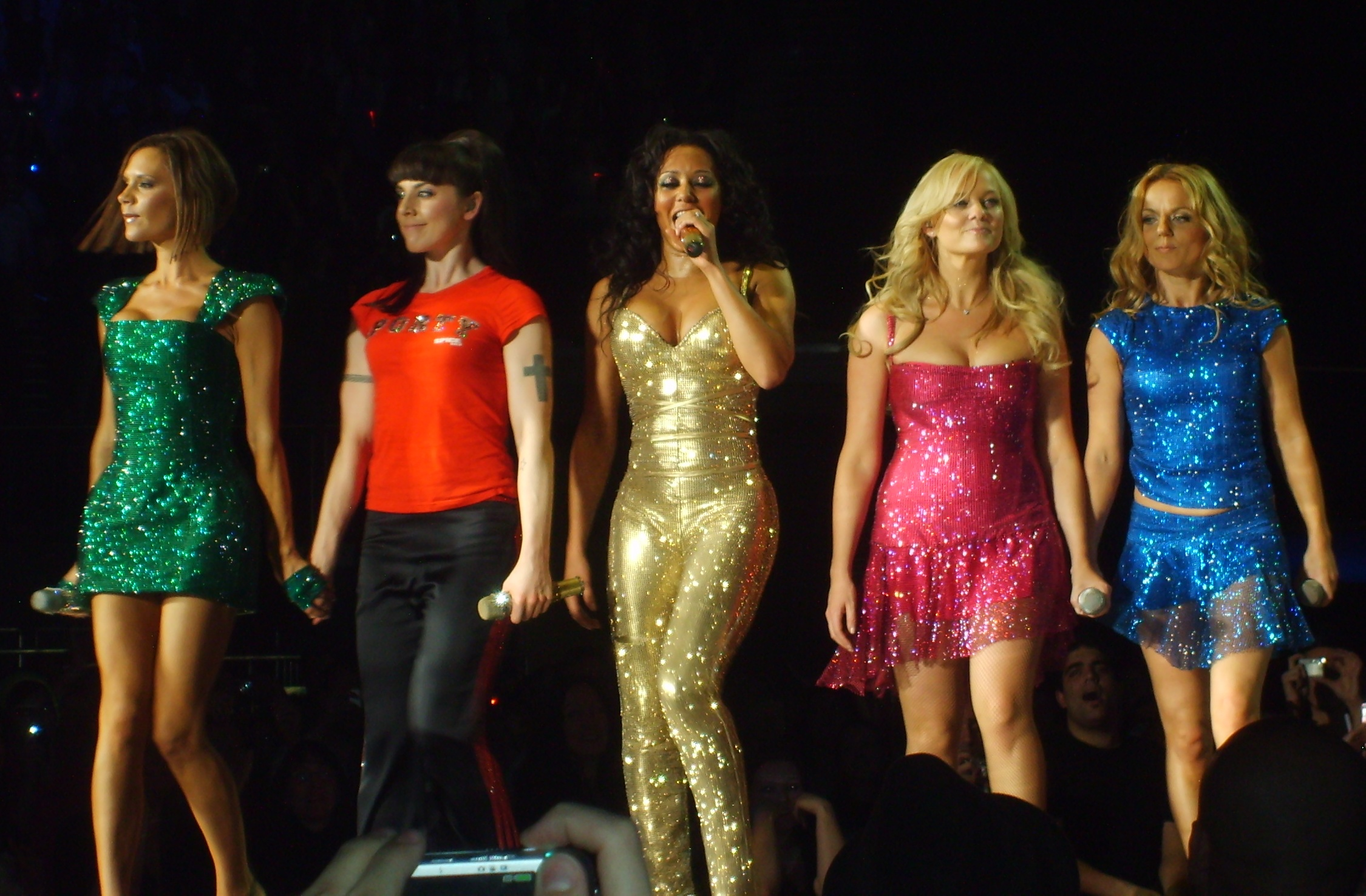
Le Spice Girls nel 2008

Dopo la nascita della sua prima figlia Bluebell Madonna, avuta dall'allora compagno Sacha Gervasi il 14 maggio del 2006, ha partecipato, nel novembre dello stesso anno, in qualità di ambasciatrice ONU a una missione umanitaria in Zambia per la prevenzione contro l'AIDS.
Durante e dopo la gravidanza ha scritto un testo sulle avventure di un personaggio immaginario, Ugenia Lavender, una serie di sei libri mensili pubblicati a partire dal maggio 2008 dalla casa editrice Pan Macmillian che narrano le avventure di una ragazzina di nove anni e dei suoi amici. I sei volumi sono stati accompagnati da una colonna sonora, scritta e cantata da Geri stessa, e da alcuni cd-audioguida nei quali ha fatto anche da narratrice.
Nello stesso periodo è stata annunciata una reunion delle Spice Girls, che ha portato la Halliwell in sala d'incisione per il loro singolo Headlines (Friendship Never Ends) e per Voodoo, secondo inedito inserito nel Greatest Hits pubblicato poco prima dell'ultimo tour mondiale, avvenuto tra il dicembre 2007 e il marzo 2008. Dopo aver venduto numerose copie della prima serie di Ugenia Lavender, ha avuto una proposta dalla casa editrice per una seconda e una terza serie di libri. Nell'agosto 2012 ha partecipato alla cerimonia di chiusura delle Olimpiadi di Londra con il resto delle Spice Girls cantando un remix delle canzoni Wannabe e Spice Up Your Life.
L'8 luglio 2016, a 20 anni dalla pubblicazione di Wannabe, le Spice Girls nella formazione "GEM" ovvero Geri Halliwell, Mel B ed Emma Bunton pubblicano un video nel quale ringraziano i fan per essere stati al loro fianco per 20 anni e alludono a una possibile futura reunion, poi effettivamente avvenuta nel 2019 (senza Victoria).

### Angels In Chainse il quarto album
Il 19 giugno 2017, Geri Halliwell annuncia il suo ritorno sulle scene, dopo 12 anni dall'ultimo disco e singolo (non contando Half of Me, pubblicato nel 2013 ma solo in Australia), con il singolo Angels in Chains, dedicato alla memoria di George Michael. 

## Vita privata
Nel maggio del 2006 ha dato alla luce la sua prima figlia, Bluebell Madonna Gervasi. Il padre della bambina è lo sceneggiatore Sacha Gervasi, con cui ha avuto una relazione nel 2005.
Il 15 maggio 2015 sposa Christian Horner, ex direttore sportivo del team di Formula 1 Red Bull Racing. La coppia ha un figlio nato nel 2017.
Nel 1996, durante una intervista con The Spectator, ha dichiarato il suo sostegno al Partito Conservatore britannico per le elezioni generali del 1997, indicando l'ex Primo Ministro Margaret Thatcher come "la prima Spice Girl" oltre che "pioniera del Girl Power". Tuttavia, nelle successive elezioni del 2001, ha sostenuto Tony Blair, comparendo in una delle trasmissioni elettorali del Partito Laburista.

## Discografia

### Solista
- 1999 – Schizophonic
- 2001 – Scream If You Wanna Go Faster
- 2005 – Passion

### Con le Spice Girls
- 1996 – Spice
- 1997 – Spiceworld

## Filmografia

### Attrice
- Spice Girls - Il film, regia di Bob Spiers (1997)
- Fat Slags, regia di Ed Bye (2004)
- Giving You Everything, regia di Bob Smeaton (2007)
- Crank: High Voltage, regia di Neveldine & Taylor' (2009)
- Gran Turismo - La storia di un sogno impossibile (Gran Turismo), regia di Neill Blomkamp (2023)

#### Televisione
- Franklin – serie TV, 78 episodi (1997-2004) - Budger (voce)
- Sex and the City – serie TV, episodio 6x10 (2003)
- Top Gear – programma TV, episodio 2x05 (2004)
- American Idol – programma TV, episodio 30x07 (2008)
- Head Case – serie TV, episodio 3x05 (2009)
- Come Fly with Me – serie TV, episodio 1x01 (2010)
- The X Factor – programma TV, 2 episodi (2010, 2012)
- Australia's Got Talent  – programma TV, giudice stagione 7 (2013)
- The Great British Bake Off – programma TV, 1 episodio (2016)
- This Morning – programma TV, 1 episodio (2017)
- All Together Now (UK) – programma TV, 13 episodi (2018-2019)
- RuPaul's Drag Race UK – programma TV, 1 episodio (2019)
- Formula 1: Drive to Survive – documentario, 3 episodi (2019-2023)
- Rainbow Woman – programma TV, 16 episodi (2020-2021)

## Libri
- 1999: If Only
- 2002: Just for the Record
- 2008: Ugenia Lavender: The First Book
- 2008: Ugenia Lavender and the Terrible Tiger
- 2008: Ugenia Lavender and the Burning Pants
- 2008: Ugenia Lavender: Home Alone
- 2008: Ugenia Lavender and the Temple of Gloom
- 2008: Ugenia Lavender: The One and Only
- 2023: Rosie Frost and the Falcon Queen
- 2025: Rosie Frost: Ice on Fire